# El bombero atómico
El bombero atómico és una pel·lícula de comèdia mexicana de 1952 dirigida per Miguel M. Delgado i protagonitzada per Cantinflas i Gilberto González. Aquesta pel·lícula és considerada per alguns com a seqüela directa d'una anterior pel·lícula de Mario Moreno, El gendarme desconocido (1941), ja que és la reaparició del personatge conegut com a Agent 777, un humil policia del barri de San Camilito. Està doblada al català.

## Argument
Cantinflas rep la visita d'una nena òrfena anomenada Rosario, la mare de la qual va morir i la va manar amb ell juntament amb una carta on li explica la seva situació i esmenta al seu mort amic, Silverio. Acceptant ser el seu pare, accedeix a entrar a la companyia de bombers per a mantenir-la i es posa a càrrec del Comandant Cienfuegos com el seu recomanat, sent el malson del seu instructor.
Després d'haver treballat en uns quants incendis, Cantinflas decideix renunciar i convertir-se en policia, perquè és menys perillós. Tot va bé fins que una banda de gàngsters segresta la nena, a causa d'una herència monetària.

## Repartiment
- Cantinflas com Cantinflas, Agent 777
- Roberto Soto com Comandant Bravo
- Gilberto González com El Piquete
- Elisa Quintanilla como Rosario
- Miguel Manzano com cap de bombers
- Pascual García Peña com El Cortado
- Ernesto Finance com Licenciado / Notari
- Jorge Mondragón com Silverio
- Eduardo Alcaraz com Sargent
- Ángel Infante com Policia
- Conchita Gentil Arcos com veïna (sense acreditar)
- María Gentil Arcos com Doña Cleofas (sense acreditar)
- Salvador Quiroz com comandant Cienfuegos (sense acreditar)